# لودوینووو (استان لهستان بزرگ‌تر)
لودوینووو (به لاتین: Ludwinowo) یک روستا در لهستان است که در گمینا پنپووو واقع شده‌است.